# نیکلاس ادوراد براون
نیکلاس ادوارد براون (Nicholas Edward Brown)، گیاهان اهل انگلیس بود. براون متولد 11 ژوئیه 1849 در ردهیل، ساری و درگذشته در 25 نوامبر 1934 در باغ گیاه‌شناسی کیو در لندن، تاکسونومیست  و صاحب‌نظر در زمینه گیاهان گوشتی بود. او همچنین در چندین خانواده از گیاهان، از جمله اِسْتَبْرَق، علف‌فرشیان، نعنائیان و گیاهان دماغه صاحب‌نظر بود.